# Agathia solaria
Agathia solaria är en fjärilsart som beskrevs av Swinhoe 1905. Agathia solaria ingår i släktet Agathia och familjen mätare. Inga underarter finns listade i Catalogue of Life.